# 黃伯芹
黃伯芹，OBE，JP（又名黃錦泮，Parkin Wong Pak Kan，1885年—1971年11月17日）是一名香港銀行家和慈善家，亦是深水埗區街坊領袖。

## 生平
黃伯芹是「深水埗皇帝」黃耀東的長子，在皇仁書院畢業後留學美國。他於1908年抵達加洲入讀Boone's University School，1909年報讀加州大學伯克萊分校，同年轉到紐約州康奈爾大學修讀地質學，1913年獲康奈爾大學頒授文學士學位。同年，他與導師Harris Ries一同從綺色佳乘火車前往多倫多，代表中華民國出席第12屆國際地質大會，被選為會議副主席。1914年，他獲康奈爾大學頒授碩士學位，主修科目為經濟地質學及地層地質學（Economic Geology and Stratigraphic Geology），畢業論文為《中國的礦產資源》。同年，他成為Sigma Xi 科學研究學會其中一名名譽會員。他畢業前曾短暫擔任《科學》月刊總經理，同時是中國科學社營業部長。同期留學於康奈爾大學的胡適形容黃伯芹為人熱誠、通情達理、勝友如雲。
黃伯芹畢業後回到中國，曾到蒙古和馬來亞進行地質調查研究。1923年，黃伯芹回港加入美國運通銀行工作，任職華經理近半世紀。他同時兼任福華銀業保險有限公司（黃氏家業）董事長。黃伯芹熱心社會事務，1934年獲選為保良局總理，1940年出任深水埔公立醫局主席。
香港日治時期，黃伯芹於1942年被日本軍政府委任為青山區（深水埗）區長，負責管理公共衛生、配給糧食和調查人口等工作。1945年，日本當局成立九龍警察委員會，他被委任為委員會長。
戰後，原由黃伯芹發起的深水埔更練團於1949年改組成「深水埔街坊福利事務促進會」，他長年擔任理事長或會長。同年，黃族宗親會成立，他屬發起人之一。1953年，他獲英女皇頒發榮譽獎狀及加冕紀念章。
1953年石硤尾大火災後，黃伯芹立即開放東廬予災民暫居。作為街坊會主席的他是社會各界賑災工作的領導者，他在其寓所東廬召開會議，會上通過成立「深水埗石硤尾六村火災急賬委員會」，由黃擔任主任委員。數年間，委員會籌得善款逾200萬港元，大部份用作賑濟災民，剩餘善款則用作興辦石硤尾健康院，1957年啟用。 除此之外，他亦曾參與九龍仔、李鄭屋、山谷道木屋區多場大火的賬災工作，有「救災老手」之稱號。基於卓越的賑災工作，黃伯芹曾獲菲臘親王親筆寫信表揚，1955年再獲英女皇頒授OBE勳銜，1958年獲香港政府委任為太平紳士，並兼任紳士法庭法官。
1956年，由八所私立大學書院合併而成的聯合書院創立，黃伯芹是創校校董之一。1957至1961年，他擔任香港童軍九龍西分區副會長及深水埗區名譽會長。1961年，深水埔街坊會决定成立一旅童軍，獲香港童軍總會批准，由黃伯芹擔任主席。1964年，由他捐建的街坊會小學連新會所落成啟用，會所六樓大堂以他名字命名，他亦擔任學校創校校監。1968年，黃氏宗族會籌辦小學，他擔任籌委會主任委員。他亦是香港瑜伽運動的推動者，1965年香港瑜伽健康中心創辦人之一，曾籌劃在新界創設一個瑜伽營，以推廣瑜伽運動。
1971年，黃伯芹逝世，享年86歲，殯禮由生前好友徐家祥、張玉麟、林植豪、陳昆棟、李禮芝、黃秉乾、林禹承和莫華燦八人扶靈。 他生前還歷任九龍道德會龍慶堂名譽會長、海天體育會名譽會長、台山商會顧問、華商織造總會顧問等公職。

## 家庭
黃伯芹祖籍廣東台山橫江鄉大道村，祖先黃裕昌，父親黃耀東兒孫滿堂，他有黃錦康等弟妹。黃耀東成年後從家鄉來港，在聚興隆金山莊工作，後創辦和昌金店、福華銀業（1914年創立）、廣隆船廠、旺角戲院等商號。他是深水埗地主，家族擁有大埔道的東廬、鴨寮街96號（戰前唐樓，香港二級歷史建築）、沙田白田村裕昌別墅（現今美松苑）等物業。他非常熱心社區事務，亦是太平紳士、深水埗地區領袖，有「深水埗皇帝」之稱號。1930年捐建深水埗醫局現時局址。他於1940年逝世，石硤尾耀東街便是以他命名。
黃伯芹與夫人余蕙卿育有三子三女，包括黃肇才、黃肇焯、黃肇炘、黃淑嫻、黃妙嫻、黃清嫻。次子肇焯亦在美國運通任職華經理，是太平紳士，曾任深水埗街坊會理事長。黃伯芹孫兒有黃福量、黃福綿、黃福海、黃福平、黃福慶、黃鳳瑤、黃鳳珊。黃福慶是香港服裝設計師、美術總監。

## 軼事
- 1953年，黃伯芹與余蕙卿舉行金婚紀念，在石塘咀金陵酒家筵開150席慶祝，兩夫婦特意再次穿上在50年前婚禮上穿過的中式長衫作紀念。[43][10]
- 1954年，港督葛量洪到石硤尾巡視石硤尾大火災後房屋重建進度，與九龍地區街坊領袖會面。葛量洪對慣常穿上一身長衫的黃伯芹留下印象，問道：「你會說英文嗎？」黃戲稱：「只懂少少，我在哥倫比亞大學畢業。（哥倫比亞大學是他母校康奈爾大學的死對頭）」由此可見，即使他在華人社會地位崇高、又博學多才，但仍能保持大方謙虛和幽默感。[44][45]
- 1968年，由黃伯芹擔任董事長的龍慶酒家，接受左派公司預訂在中華人民共和國國慶期間設宴12天慶祝，他為表立場，憤而登報辭去職位。[46]